# Italaman santamaria
Genre
Espèce
Italaman santamaria, unique représentant du genre Italaman, est une espèce d'araignées aranéomorphes de la famille des Anyphaenidae.

## Distribution
Cette espèce se rencontre en Colombie, au Brésil et en Argentine.

## Description
Le mâle holotype mesure 4,30 mm et la femelle paratype 6,00 mm, les mâles mesurent de 3,70 à 5,20 mm et les femelles de 3,60 à 6,00 mm.

## Étymologie
Son nom d'espèce lui a été donné en référence au lieu de sa découverte, Santa Maria.

## Publication originale
- Brescovit, 1997 : Revisão de Anyphaeninae Bertkau a nivel de gêneros na região Neotropical (Araneae, Anyphaenidae). Revista Brasileira de Zoologia, vol. 13, Suppl. 1, p. 1-187 (texte intégral).